# Orthopappus angustifolius
 Orthopappus angustifolius  Gleason, 1906 è un genere di piante angiosperme dicotiledoni della famiglia delle Asteraceae. È anche l'unica specie del genere Orthopappus Gleason, 1906.

## Etimologia
Il nome scientifico della specie è stato definito per la prima volta dal botanico Henry Allan Gleason (1882-1975) nella pubblicazione " Bulletin of the New York Botanical Garden" ( Bull. New York Bot. Gard. 4: 238 ) del 1906. Il nome scientifico del genere è stato definito per la prima volta dal botanico Henry Allan Gleason (1882-1975) nella pubblicazione " Bulletin of the New York Botanical Garden" ( Bull. New York Bot. Gard. 4(13): 237) del 1906.

## Descrizione
Le piante di questa sottotribù sono erbacee perenni. La pubescenza è formata da peli semplici, rigidi e colorati di giallastro. Gli organi interni di queste piante contengono lattoni sesquiterpenici. La parte sotterranea del fusto è un rizoma stolonifero.
Le foglie si presentano sia sotto forma di rosette basali (soprattutto) che di singole foglie disposte in modo alterno lungo il fusto. La lamina in genere varia da lanceolata a subtriangolare con apice appuntito e base cuneata; le venature sono pennate; i bordi sono seghettati. Le foglie basali non sono picciolate.
Le infiorescenze sono formate da pochi capolini raccolti in modo spiciforme. I capolini sono composti da un involucro formato da brattee che fanno da protezione al ricettacolo sul quale s'inseriscono i fiori tubulosi. Gli involucri sono formati da una serie di brattee fogliose; normalmente sono 8 brattee a disposizione decussata, ossia sono a inserzione opposta e incrociate nella loro disposizione ad angolo retto. I ricettacoli sono nudi (senza pagliette a protezione della base dei fiori).
I fiori sono pochi e sono tetra-ciclici (ossia sono presenti 4 verticilli: calice – corolla – androceo – gineceo) e pentameri (ogni verticillo ha in genere 5 elementi). I fiori sono inoltre ermafroditi e normalmente sono zigomorfi.
- Formula fiorale:

*/x K {\displaystyle \infty }, [C (5), A (5)], G 2 (infero), achenio
- Calice: i sepali del calice sono ridotti ad una coroncina di squame.
- Corolla: le corolle sono tubolari e terminano con 5 lobi con profonde insenature; il colore è lavanda.
- Androceo: gli stami sono 5 con filamenti liberi e distinti, mentre le antere sono saldate in un manicotto (o tubo) circondante lo stilo.[13] Le antere non hanno la coda a sperone. La parte inferiore delle teche delle antere hanno un collare; la parte apicale è glabra e sottile. Il polline è tricolporato (con tre aperture sia di tipo a fessura che tipo isodiametrica o poro)[14] e non "lophato"; inoltre è echinato (con punte) e spesso la parte più esterna dell'esina è sollevata a forma di creste e depressioni.
- Gineceo: lo stilo è filiforme e con nodi alla base; la pubescenza è formata da peli a spazzola. Gli stigmi dello stilo sono due.  L'ovario è infero uniloculare formato da 2 carpelli. Gli stigmi hanno la superficie stigmatica interna (vicino alla base).[15]

I frutti sono degli acheni con pappo. Gli acheni hanno una forma prismatica con 5 coste e superficie setolosa; contengono rafidi elongati, idioblasti lungo le coste e sono privi di fitomelanina. Il pappo è composto da diverse setole su 2 - 3 serie (in quelle più interne le setole sono alate).

## Biologia
- Impollinazione: l'impollinazione avviene tramite insetti (impollinazione entomogama tramite farfalle diurne e notturne).
- Riproduzione: la fecondazione avviene fondamentalmente tramite l'impollinazione dei fiori (vedi sopra).
- Dispersione: i semi (gli acheni) cadendo a terra sono successivamente dispersi soprattutto da insetti tipo formiche (disseminazione mirmecoria). In questo tipo di piante avviene anche un altro tipo di dispersione: zoocoria. Infatti gli uncini delle brattee dell'involucro si agganciano ai peli degli animali di passaggio disperdendo così anche su lunghe distanze i semi della pianta.

## Distribuzione e habitat
Orthopappus angustifolius si trova principalmente nelle zone tropicali dell'America (dal Messico all'Argentina) a quote variabili tra 100 e 1.900 metri. La specie di questa voce è nativa della Colombia.

## Tassonomia
La famiglia di appartenenza di questa voce (Asteraceae o Compositae, nomen conservandum) probabilmente originaria del Sud America, è la più numerosa del mondo vegetale, comprende oltre 23.000 specie distribuite su 1.535 generi, oppure 22.750 specie e 1.530 generi secondo altre fonti (una delle checklist più aggiornata elenca fino a 1.679 generi). La famiglia attualmente (2021) è divisa in 16 sottofamiglie.

### Filogenesi
Le specie di questo gruppo appartengono alla sottotribù Elephantopinae descritta all'interno della tribù Vernonieae Cass. della sottofamiglia Vernonioideae Lindl.. Questa classificazione è stata ottenuta ultimamente con le analisi del DNA delle varie specie del gruppo. Da un punto di vista filogenetico in base alle ultime analisi sul DNA la tribù Vernonieae è risultata divisa in due grandi cladi: Muovo Mondo e Vecchio Mondo. I generi di Elephantopinae appartengono al subclade relativo all'America tropicale (l'altro subclade americano comprende anche specie del Nord America e del Messico).
I caratteri distintivi per le specie di questo genere sono:
- il pappo è formato da diverse setole capillari;
- il polline non è "lophato" e provvisto di diverse creste echinate.

Il numero cromosomico della specie di questo genere è: 2n = 22.

### Sinonimi
Sono elencati alcuni sinonimi per questa entità:
- Distreptus angustifolius (Sw.) Cass.
- Distreptus crispus  Cass.
- Distreptus nudiflorus  (Willd.) Less.
- Elephantopus angustifolius  Sw.
- Elephantopus crispus  D.Dietr.
- Elephantopus liatroides  Steud.
- Elephantopus nudiflorus  Willd.
- Elephantopus quadriflora  (Less.) D.Dietr.
- Elephantosis angustifolia  (Sw.) DC.
- Elephantosis liatroides  Fisch. & C.A.Mey.
- Elephantosis quadrifolia  Less.
- Pseudelephantopus crispus  Cabrera